# 49e brigade d'infanterie (Inde)
La 49e brigade d'infanterie indienne était une formation d'infanterie de l'armée indienne britannique pendant la Seconde Guerre mondiale. Elle fut formée en octobre 1941 à Bolarum en Inde. Affectée à la 19e division d'infanterie indienne, la brigade a combattu dans la campagne de Birmanie et se déplaça entre un certain nombre de divisions d'infanterie, notamment avec la 14e division entre mars et mai en 1942, la 23e division entre mai 1942 et mars 1944, la 17e division entre mars et avril 1944 et de retour avec la e jusqu'à la fin de la guerre. La brigade fut aussi une formation de réserve sur le front occidental. 